# FUMA
FUMA（日语：フウマ，1998年6月29日— ），本名為村田風雅（日语：／ Murata Fuma）是日本男歌手，現為YX LABELS旗下男子團體&TEAM的副隊長，2022年12月7日在日本出道。

## 簡介與早年經歷
村田風雅，藝名為FUMA，靜岡縣出身，身高180公分，血型B。從6歲開始跳舞，懷著成為藝人的夢想，19歲時前往韓國當練習生，還是舞者時曾擔任防彈少年團的伴舞。由於COVID-19疫情，不得不在22歲時回日本，但並沒有放棄夢想，參加了日本選秀節目，最後選擇挑戰HYBE的選秀《&AUDITION》企劃。

## 演藝生涯

### 出道前
2019年，於韓國n.CH娛樂當練習生。
2020年12月，接受日本NHK訪談的K-POP專題節目播出。
2021年1月，參加日本選秀節目《PRODUCE 101 JAPAN 2》，但於節目播出前退出。
2022年7月9日，出演日本選秀節目《&AUDITION - The Howling -》，同年9月3日，於節目最後一集以第五名的成績成為&TEAM成員。

### 2022年至今：&TEAM
2022年12月7日，以男團&TEAM成員身份發行首張迷你專輯《First Howling : ME》在日本出道。

## 媒體作品

### 綜藝節目
| 年份   | 日期           | 電視台／OTT   | 節目名稱  | 集數   | 備註           |
| ------ | -------------- | ------------- | --------- | ------ | -------------- |
| 2022年 | 7月9日－9月3日 | hulu、YouTube | &AUDITION | 8      | 第五名出道     |
| 2025年 | 4月2日起       | 日本電視台    | DayDay.   | 不適用 | 不定期常駐來賓 |

### 特別節目
| 年份   | 日期     | 電視台／OTT | 節目名稱 | 備註                 |
| ------ | -------- | ----------- | -------- | -------------------- |
| 2023年 | 12月27日 | TBS電視台   | SASUKE   | 應援團K、YUMA        |
| 2024年 | 12月25日 | TBS電視台   | SASUKE   | 應援團NICHOLAS、YUMA |